# Jim Furyk
James Michael "Jim" Furyk (født 12. maj 1970 i West Chester, Pennsylvania, USA) er en amerikansk golfspiller, der (pr. september 2010) står noteret for 16 sejre på PGA Touren. Hans bedste resultat i en Major-turnering er hans sejr ved US Open i 2003.
Furyk har syv gange, i 1997, 1999, 2002, 2004, 2006, 2008 og 2010, repræsenteret det amerikanske hold ved Ryder Cupen.

## PGA Tour-sejre
- 1995: Las Vegas Invitational
- 1996: United Airlines Hawaiian Open
- 1998: Las Vegas Invitational
- 1999: Las Vegas Invitational
- 2000: Doral-Ryder Open
- 2001: Mercedes Championships
- 2002: Memorial Tournament
- 2003: US Open
- 2003: Buick Open
- 2005: Cialis Western Open
- 2006: Wachovia Championship
- 2006: Canadian Open
- 2007: Canadian Open
- 2010: Transitions Championship
- 2010: Verizon Heritage
- 2010: The Tour Championship